# FIFA Puskás Award 2011
Il FIFA Puskás Award 2011, terza edizione del premio per il gol ritenuto più bello dell'anno, è stato vinto dal brasiliano Neymar per la rete segnata con la maglia del Santos contro il Flamengo il 27 luglio 2011. Il giocatore brasiliano ha ricevuto il 30% dei voti espressi nella prima fase del sondaggio e il 38% nella seconda, a cui hanno partecipato i tre calciatori più votati nella prima fase.

## Classifica

### Prima fase
| Pos. | Giocatore           | Squadra         | Avversario      | Risultato | Competizione                                                   | Percentuale |
| ---- | ------------------- | --------------- | --------------- | --------- | -------------------------------------------------------------- | ----------- |
| 1    | Neymar              | Santos          | Flamengo        | 4–5       | Campeonato Brasileiro Série A 2011                             | 30%         |
| 2    | Wayne Rooney        | Manchester Utd  | Manchester City | 2–1       | Premier League 2010-2011                                       | 17%         |
| 3    | Lionel Messi        | Barcellona      | Arsenal         | 3–0       | Ottavi di finale della UEFA Champions League 2010-2011         | 16%         |
| 4    | Dejan Stanković     | Inter           | Schalke 04      | 2–5       | Quarti di finale della UEFA Champions League 2010-2011         | 13%         |
| 5    | Giovani dos Santos  | Messico         | Stati Uniti     | 2–4       | Finale della CONCACAF Gold Cup 2011                            | 8%          |
| 6    | Zlatan Ibrahimović  | Milan           | Lecce           | 1–1       | Serie A 2010-2011                                              | 5%          |
| 7    | Julio Gómez         | Messico         | Germania        | 2–3       | Semifinali del Campionato mondiale di calcio Under-17 2011     | 3%          |
| 8    | Benjamin De Ceulaer | Lokeren         | Club Bruges     | 1–2       | Pro League 2011-2012                                           | 3%          |
| 9    | Heather O'Reilly    | Stati Uniti     | Colombia        | 3–0       | Fase a gironi del Campionato mondiale femminile di calcio 2011 | 3%          |
| 10   | Lisandro López      | Arsenal Sarandí | Olimpo          | 2–2       | Primera División 2011-2012                                     | 2%          |

### Seconda fase
| Posizione | Giocatore    | Percentuale |
| --------- | ------------ | ----------- |
| 1         | Neymar       | 38%         |
| 2         | Wayne Rooney | 31%         |
| 3         | Lionel Messi | 30%         |